# Góra Cooka
Góra Cooka (ang. Aoraki/Mount Cook, maori Aoraki) – najwyższy szczyt Nowej Zelandii, położony w Alpach Południowych, łańcuchu górskim ciągnącym się wzdłuż zachodniego wybrzeża Wyspy Południowej. Jego wysokość wynosiła początkowo 3764 m n.p.m., ale obecnie jedynie 3724 m (w grudniu 1991 roku, na skutek osunięcia się skał, wysokość zmniejszyła się o 10 m, zaś w 1996 o dalsze 30 m). Brytyjska nazwa została nadana na cześć kapitana Jamesa Cooka, który dotarł do Nowej Zelandii w 1770 roku. Nazwa maoryska pochodzi z legendy iwi Ngāi Tahu zamieszkującej Wyspę Południową: Aoraki miał być jednym z trzech synów Ojca Niebios, który zamienił się w skałę.
Szczyt słynie z bardzo dużej wysokości względnej - ściana Caroline Face ma wysokość 2500 m. Na zboczach znajdują się dwa lodowce górskie: Lodowiec Tasmana i Hookera. Szczyt objęty jest ochroną w ramach Parku Narodowego Góry Cooka.
Góra Cooka jest miejscem często odwiedzanym przez turystów. Pierwszego wejścia dokonali Tom Fyfe, Georga Graham i Jack Clarke w 1894 roku.
Niegdyś u podnóża góry istniała skocznia narciarska Mount Cook Ski Jump.